# Lybia tessellata

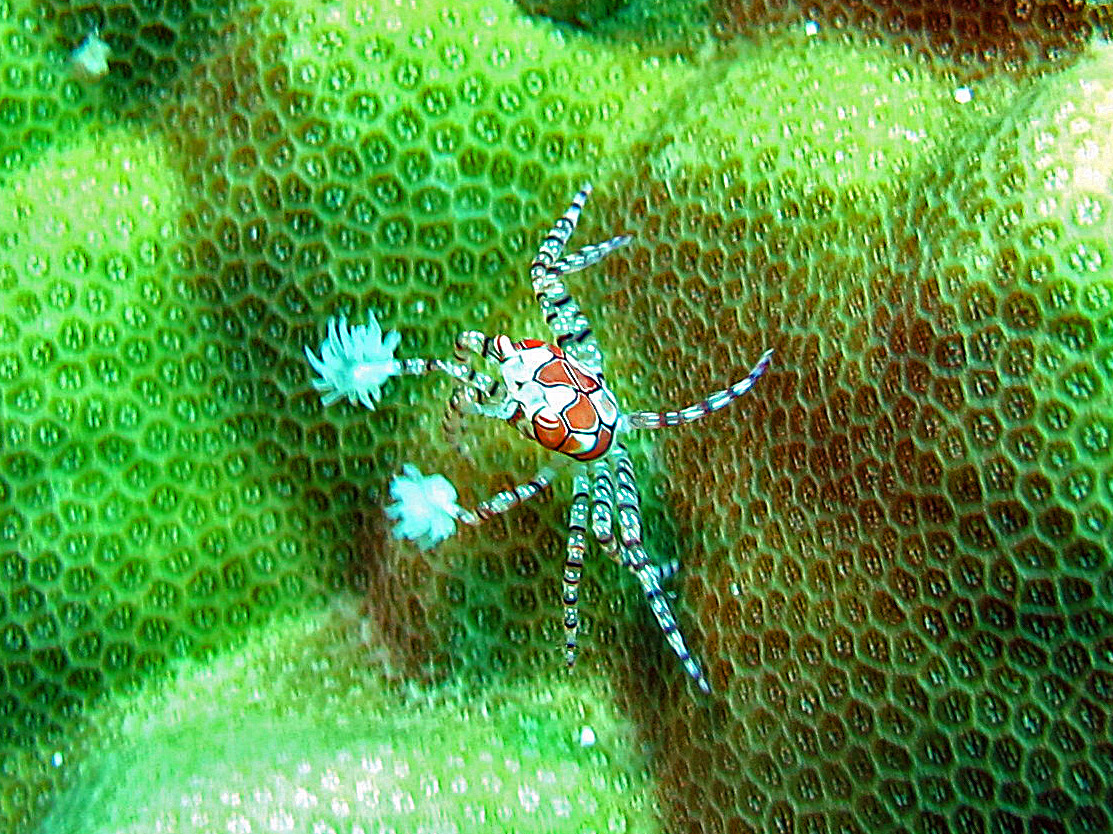
Lybia tessellata bei Sulawesi

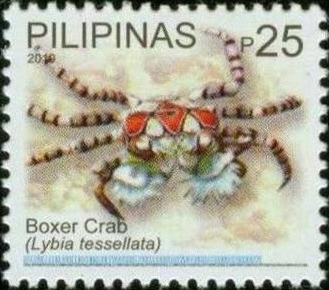
Lybia tessellata auf einer Briefmarke der Philippinen

Lybia tessellata ist eine im Indopazifik vorkommende Krabbenart. Die Gattung  Lybia wird zuweilen mit den Trivialnamen Boxerkrabben oder Pompon-Krabben bezeichnet.

## Merkmale
Die Oberfläche des Rückenpanzers der maximal 2,5 Zentimeter großen Krabbe ist mit einem Muster von rot- oder braun-orangefarbenen Flecken und Linien auf gelblichem Grund markiert. Wie alle Zehnfußkrebse besitzt Lybia tessellata fünf Paar Extremitäten, die seitlich am Körper ansetzen. Sie sind weißlich gefärbt und rotbraun geringelt. Die hinteren vier Paare dienen als Schreitbeine. Auffallend ist das erste Beinpaar; es ist mit Seeanemonen (Actiniaria) besetzt und mit sieben bis elf Zähnen bestückt.

## Verbreitung und Lebensraum
Lybia tessellata kommt im Indopazifik von der Küste Ostafrikas bis nach Neuguinea vor. Sie bevorzugt felsigen oder sandigen Untergrund und ist in Meerestiefen von bis zu 20 Metern zu finden.

## Lebensweise
Lybia tessellata pflückt Seeanemonen von ihrem ursprünglichen harten Untergrund ab und steckt sie an die Spitze des ersten Beinpaares. Sie wirken dadurch wie Boxhandschuhe bzw. mit den Tentakeln wie Pompons der Cheerleader. Die beiden so unterschiedlichen Tierarten bilden zusammen eine Symbiose. Beim Durchstreifen des Wassers bleibt an den Tentakeln Nahrung für die Krabbe haften und wird zum Mund geführt. Auch die Seeanemonen fangen mit den Tentakeln für sie geeignete Nahrung aus dem Wasser. Für die Krabbe ergeben die Seeanemonen noch einen weiteren bedeutenden Vorteil: Fressfeinde werden durch Schläge mit den mit Seeanemonen besetzten Extremitäten vertrieben, da die Tentakel Nesselfäden mit hochwirksamen Giftstoffen enthalten, die für Fressfeinde äußerst schmerzhaft sind.

## Trivia
Die Post der Philippinen brachte im Jahr 2010 eine Briefmarke heraus, auf der Lybia tessellata dargestellt ist.